# Довичи
Довичи — населённый пункт в общине Лакташи, которая принадлежит энтитету Республике Сербской, Босния и Герцеговина. По результатам югославской переписи населения 1991 года в Довичах проживало 310 человек.

## География
Довичи находится в 4 км от центра общины — Лакташи. Рядом протекает река.

## Население
| 1961                           | 1971 | 1981 | 1991 | - | - | - |
| ------------------------------ | ---- | ---- | ---- | - | - | - |
| 278                            | 258  | 314  | 310  | - | - | - |
| Гистограмма динамики населения |      |      |      |   |   |   |